# Oh Girl
"Oh Girl" é um single gravado pelo grupo vocal de soul The Chi-Lites e lançado pela Brunswick Records em 1972, incluído no álbum A Lonely Man. A letra de "Oh Girl" gira em torno de um relacionamento prestes a terminar. Foi o primeiro e único single de Chi-Lites número um na Billboard Hot 100, alcançando essa posição em maio de 1972, durante uma semana. O single também ficou em primeiro lugar nas paradas de singles da Billboard R&B no mês seguinte, permanecendo nesta posição por duas semanas. A revista Billboard a classificou como canção número treze do ano em 1972. Além do mais, alcançou a quarta posição nas paradas de singles britânicas. Vários outros artistas a regravaram, como Renée Geyer, em 1973, e Paul Young, em 1990.[carece de fontes?]